# Безсонов, Сергей Васильевич
Сергей Васильевич Безсонов (Бессонов; 1 июля 1885, Лунево, Калужская губерния — 1 мая 1955, Москва) — советский историк архитектуры. Профессор (1920), доктор архитектуры (1936), член-корреспондент Академии архитектуры СССР (1944), действительный член Академии архитектуры УССР (1945).

## Биография
Сергей Безсонов родился 1 июля 1885 года в селе Лунево Калужской губернии. Окончив в 1910 году юридический университет Казанского университета, занимался адвокатской практикой. Одновременно учился в Московском археологическом институте. В 1915—1916 годах занимался изучением памятников Азербайджана и Восточной Турции. Затем переехал в Калугу, где с 1917 по 1920 год читал лекции по истории искусства и истории русского права в Калужском пролетарском университете. Также занимался исследовательской работой по теме «Классицизм в гражданском зодчестве русского купечества».
С 1920 года — профессор Московского археологического института. В 1930—1933 годах — профессор Московского университета по кафедре музееведенияы. С 1932 по 1955 год — профессор и заведующей кафедрой истории архитектуры Московского архитектурного института. В 1945—1947 годах — директор Института истории и теории архитектуры в Киеве. Покинул должность и вернулся в Москву за «некритичное использование трудов М. Грушевского».
Член Союза архитекторов СССР с 1934 года. В 1936 году за ряд опубликованных научных трудов получил степень доктора архитектуры. Член-корреспондент Академии архитектуры СССР с 1944 года. Принимал активное участие в организации украинского филиала Академии архитектуры СССР, в 1945 году избран действительным членом Академии архитектуры УССР.
Автор около 70 научных работ. Труды посвящены преимущественно русской архитектурной школе XVIII—XIX веков, русскому классицизму и его представителям. Изучал архитектуру подмосковных усадеб. Был главным редактором первого учебного курса по истории русской архитектуры (1-е издание — 1951 , 2-е издание — 1956).
Умер 1 мая 1955 года в Москве.

## Сочинения
- Дом Исторического музея, бывш. Кологривовой, в гор. Калуге. — Калуга : Гос. област. музей, 1928 (гостип. Калужск. ГСНХ). — [4], 31 с., [8] вклад. л. ил. : план.; 22х18 см. — (Классицизм в Калужском гражданском зодчестве; 1).
- Калужский деревянный ампир. — Калуга : Коллектив науч. работников при Г. О. Рабпроса, 1928 (гостип. ГСНХ). — 30 с., [2] с. объявл., [10] вклад. л. ил. и черт. : ил.; 22х18 см. — (Классицизм в Калужском гражданском зодчестве/ С. В. Безсонов; 2).
- Калужский гостинный двор / Обложка: В. Н. Левандовский. — Калуга : Калуж. губполиграф, 1929 (гостип. КГСНХ). — 37 с., [1] с. объявл., [10] вклад. л. ил. : план.; 23х18 см. — (Классицизм в Калужском гражданском зодчестве/ С. В. Безсонов; 3).
- Калужский купеческий ампир. — Калуга : Гос. обл. музей, 1930 (гостип. ОСНХ). — 36 с., [9] вкл. л. ил.; 22х16 см. — (Классицизм в Калужском гражданском зодчестве/ С. В. Безсонов; 4).
- Усадьба Панское : [Очерк] / С. В. Безсонов ; О-во изучения русской усадьбы. — Москва : О.И.Р.У., 1929 (Калуга : гостип. ГСНХ). — 32 с. : ил., портр., план.; 15х11 см.
- Портрет оружейничего Богдана Матвеевича Хитрово / С. В. Безсонов. — Калуга : [б. и.], 1930. — [8] с., 2 л. ил.; 21 см.
- История архитектуры : лекции № 1-18 : на правах рукописи / проф. Безсонов С. В. ; Объединение научно-технических издательств, Сектор по подготовке к изданию стабильных учебников. — Москва : ОНТИ, 1933—1934.

1. Лекция № 1. — 1933. — 13 с.
2. Лекция № 2. — 1933. — 23 с. : ил.
3. Лекция № 3. — 1933. — 16 с.
4. Лекция № 4. — 1933. — 13 с., [3] л. ил.
5. Лекция № 5. — 1933. — 16 с., [2] л. ил.
6. Лекция № 6. — 1933. — 19 с. : ил.
7. Лекция № 7. — 1933. — 20 с. : ил.
8. Лекция № 8. — 1933. — 14 с., [1] л. ил.
9. Лекция № 9. — 1933. — 14 с. : ил.
10. Лекция № 10. — 1933. — 18 с. : ил.
11. Лекция № 11. — 1933. — 14 с. : ил.
12. Лекция № 12. — 1933. — 13 с. : ил.
13. Лекция № 13. — 1933. — 15 с. : ил.
14. Лекция № 14. — 1933. — 15 с. : ил.
15. Лекция № 15. — 1933. — 16 с. : ил.
16. Лекция № 16. — 1934. — 12 с. : ил.
17. Лекция № 17. — 1934. — 15 с. : ил.
18. Лекция № 18. — 1934. — 15 с. : ил.

- История русской архитектуры. Лекция № 1-6 / Проф. С. В. Безсонов. Моск. архитектурный ин-т ; Объединение науч.-техн. изд-в. Сектор по подготовке к изд. стабильных учебников. — Москва : типо-стеклогр. Промкомбината местн. пром. Бауманск. райсовета, 1934. — 6 бр.; 28х20 см.
- Основные этапы развития архитектурных форм… / Проф. С. В. Безсонов ; Моск. архитектурный ин-т. — Москва : стеклогр. Архитектурного ин-та, 1936—1937. — 3 бр.; 30х21 см.

1. 1: в древнем мире. — 1936. — 15 с.
2. 2: в средние века. — 1936. — 11 с.
3. 3: у народов СССР. — 1937. — 16 с.

- Архитектура мусульманских народов : Обзорная лекция к изуч. архитектуры нац. республик СССР / Проф. С. В. Безсонов ; Моск. архитектурный ин-т. — [Москва] : стеклогр. Архитектурного ин-та, 1936. — Обл., тит. л., 14 с.; 30х22 см.
- Архангельское. Подмосковная усадьба / проф. С. В. Безсонов. — Москва : Изд-во Всес. акад. архитектуры, 1937 (1 тип. Военгиза). — Переплет, 271 с. : ил.; 26х18 см. — скан в РГБ
- История архитектуры : Основные этапы развития архитектурных форм в древнем мире : (Конспект лекций) : 1938 учеб. год / Проф. С. В. Бессонов ; Отв. ред. Н. Н. Соболев ; Архитектурный фонд Союза сов. архитекторов. Курсы повышения квалификации архитекторов периферии. — [Ленинград] : Стеклогр. Дома печати, 1938. — 12 с.; 28 см.
- История архитектуры : Основные этапы развития архитектурных форм в средние века : (Конспект лекций) : 1938 учеб. год / Проф. С. В. Бессонов ; Отв. ред. Н. Н. Соболев ; Архитектурный фонд Союза сов. архитекторов. Курсы повышения квалификации архитекторов периферии. — [Ленинград] : Стеклогр. Дома печати, 1938. — 24 с.; 28 см.
- Крепостные архитекторы : I. Опыт исторического исследования. II. Словарь крепостных архитекторов / Проф. С. В. Безсонов. — Москва : Изд-во Всесоюз. акад. архитектуры, 1938. — 144 с. : ил.; 25 см. — скан в РГБ
- История искусств : («Аполлон») : Лекции, читан. в Высшей школе при Лувре / Пер. с фр. под ред. и с прим. проф. А. А. Сидорова. — Москва ; Ленинград : Госстройиздат, 1938 (Л.). — 368 с. : ил.; 27 см.
- Ростов Великий / С. В. Безсонов. — Москва : Изд-во Акад. архитектуры СССР, 1945 (6-я тип. ОГИЗа). — 95 с. : ил.; 16 см. — (Сокровища русского зодчества/ Акад. архитектуры СССР. Ин-т истории и теории архитектуры. Под общ. ред. акад. В. А. Веснина).
- Архитектура Западной Украины / чл.-кор. Акад. архитектуры СССР С. В. Бессонов. — Москва : Изд-во Акад. архитектуры СССР, 1946 (6-я тип. ОГИЗ’а треста «Полиграфкнига»). — 95 с. : ил.; 19 см.
- История русской архитектуры : (Краткий курс) / Под ред. С. В. Безсонова (гл. ред.) и др. ; Акад. архитектуры СССР. Ин-т истории и теории архитектуры. — Москва : [б. и.], 1950. — 562 с.; 28 см.
- История русской архитектуры : Краткий курс : [Для архит. вузов и фак.] / [Ред. коллегия: С. В. Безсонов (гл. ред.) и др.] ; Акад. архитектуры СССР. Ин-т истории и теории архитектуры. — Москва : Гос. изд-во лит. по строительству и архитектуре, 1951. — VIII, 463 с., 1 л. ил. : ил.; 30 см.
- Архитектура Андреевской церкви в Киеве / С. В. Бессонов, действ. чл. Акад. архитектуры УССР ; Академия архитектуры УССР, Институт истории и теории архитектуры. — Москва : Государственное издательство литературы по строительству и архитектуре, 1951. — 20, [2] с., 21 отд. л. ил. в папке; 30 см.
- Архангельское / С. Безсонов. — Москва : Моск. рабочий., 1952. — 87, [1] с., [1] л. ил. : ил.; 15 см. — (По музеям и выставкам Москвы и Подмосковья).
- Архангельское. Подмосковная усадьба / С. И. Безсонов. — 2-е изд., испр. и доп. — Москва : Гос. музей-усадьба «Архангельское», 2001. — 159, [1] с., [32] л. цв. ил. : ил., портр.; 24 см; ISBN 5-901714-01-6
- Архангельское. Подмосковная усадьба / С. В. Безсонов ; Гос. музей-усадьба «Архангельское»; [редкол.: Л. А. Кулешова (отв. ред.) и др.]. — [3-е изд., испр. и доп.]. — Москва : Гос. музей-усадьба «Архангельское», сор. 2013. — 225, IX. 167, X—XXI с. : ил., портр.; 24 см; ISBN 978-5-905968-04-4